# Literaturjahr 2022
Liste der Literaturjahre

◄◄ | ◄ | 2018 | 2019 | 2020 | 2021 | Literaturjahr 2022 | 2023 | 2024 | 2025

Weitere Ereignisse

## Ereignisse
- Anfang des Jahres: Debatte über den Vorschlag eines Parlamentspoeten für den Deutschen Bundestag
- 17.–20. März: Leipziger Buchmesse
- 21. März: 23. Welttag der Poesie
- 26. März: zehnter Indiebookday
- 23. April: Welttag des Buches und des Urheberrechts
- 05.–07. April: Londoner Buchmesse
- 19.–23. Oktober: Frankfurter Buchmesse mit dem Ehrengast Spanien
- 24. Oktober: Tag der Bibliotheken

### Literaturverfilmungen (Auswahl)
- Der Roman Bullet Train von Kōtarō Isaka wird unter demselben Titel von David Leitch verfilmt.
- Der Roman Der Tod auf dem Nil von Agatha Christie wird unter dem Titel Tod auf dem Nil zum dritten Mal verfilmt. Diesmal unter der Regie von Kenneth Branagh.

## Jahrestage (Auswahl)

### Personen
- 01. Januar: 100. Geburtstag von Alois Vogel
- 02. Januar: 100. Geburtstag von Blaga Dimitrowa
- 04. Januar: 200. Geburtstag von Georg Büchmann
- 05. Januar: 100. Geburtstag von Celestino Piatti
- 06. Januar: 200. Geburtstag von Heinrich Schliemann
- 11. Januar: 50. Geburtstag von Mathias Énard
- 13. Januar: 100. Geburtstag von Thomas Valentin
- 15. Januar: 400. Geburts- bzw. Tauftag von Molière
- 15. Januar: 150. Geburtstag von Arsen Kozojew
- 15. Januar: 100. Geburtstag von Franz Fühmann
- 16. Januar: 150. Geburtstag von Edward Gordon Craig
- 17. Januar: 100. Todestag von Carl Robert
- 21. Januar: 150. Todestag von Franz Grillparzer
- 23. Januar: 300. Todestag von Henri de Boulainvilliers
- 27. Januar: 100. Todestag von Giovanni Verga
- 31. Januar: 150. Geburtstag von Zane Grey
- 05. Februar: 100. Geburtstag von Rudolf Lorenzen
- 08. Februar: 200. Geburtstag von Maxime Du Camp
- 08. Februar: 150. Geburtstag von Theodor Lessing
- 08. Februar: 100. Geburtstag von Erika Burkart
- 10. Februar: 100. Geburtstag von Árpád Göncz
- 14. Februar: 100. Geburtstag von Heinz Friedrich
- 16. Februar: 200. Geburtstag von Francis Galton
- 19. Februar: 100. Geburtstag von Władysław Bartoszewski
- 01. März: 100. Geburtstag von Beppe Fenoglio
- 04. März: 100. Geburtstag von Iring Fetscher
- 05. März: 100. Geburtstag von Pier Paolo Pasolini
- 06. März: 150. Geburtstag von Johan Bojer
- 07. März: 100. Geburtstag von Rolf Ulrici
- 08. März: 100. Geburtstag von Heinar Kipphardt
- 10. März: 250. Geburtstag von Friedrich Schlegel
- 11. März: 100. Geburtstag von Cornelius Castoriadis
- 12. März: 100. Geburtstag von Jack Kerouac
- 13. März: 100. Geburtstag von Karl Dietrich Bracher
- 15. März: 100. Geburtstag von Karl-Otto Apel
- 20. März: 100. Geburtstag von Carl Reiner
- 25. März: 150. Geburtstag von Shimazaki Tōson
- 27. März: 550. Todestag von Janus Pannonius
- 27. März: 100. Geburtstag von Dick King-Smith
- 27. März: 100. Geburtstag von Stefan Wul
- 07. April: 100. Geburtstag von Annemarie Schimmel
- 08. April: 150. Geburtstag von Iwan Bloch
- 08. April: 100. Geburtstag von Alfred Lorenzer
- 09. April: 100. Geburtstag von Carl Amery
- 13. April: 150. Geburtstag von Alexander Roda Roda
- 16. April: 100. Geburtstag von Kingsley Amis
- 16. April: 100. Geburtstag von John Christopher
- 21. April: 100. Geburtstag von Alistair MacLean
- 24. April: 100. Geburtstag von Susanna Agnelli
- 02. Mai: 250. Geburtstag von Novalis
- 04. Mai: 250. Geburtstag von Friedrich Arnold Brockhaus
- 13. Mai: 150. Todestag von Moritz Hartmann
- 13. Mai: 100. Geburtstag von Peter Brückner
- 26. Mai: 200. Geburtstag von Edmond de Goncourt
- 28. Mai: 100. Geburtstag von José Craveirinha
- 30. Mai: 100. Geburtstag von Hal Clement
- 31. Mai: 150. Todestag von Friedrich Gerstäcker
- 01. Juni: 100. Geburtstag von Ruth Rehmann
- 11. Juni: 100. Geburtstag von Erving Goffman
- 15. Juni: 150. Geburtstag von Cicely Hamilton
- 17. Juni: 100. Geburtstag von Paul Schallück
- 18. Juni: 150. Geburtstag von Matti Aikio
- 21. Juni: 150. Todestag von Robert Eduard Prutz
- 25. Juni: 200. Todestag von E. T. A. Hoffmann
- 29. Juni: 100. Geburtstag von Paul Flora
- 02. Juli: 100. Geburtstag von Josef Guggenmos
- 05. Juli: 100. Geburtstag von Ilse von Bredow
- 06. Juli: 50. Geburtstag von Laurent Gaudé
- 08. Juli: 200. Todestag von Percy Bysshe Shelley
- 18. Juli: 100. Geburtstag von Georg Kreisler
- 18. Juli: 100. Geburtstag von Thomas S. Kuhn
- 20. Juli: 100. Geburtstag von Joachim-Ernst Berendt
- 22. Juli: 50. Todestag von Max Aub
- 03. August: 100. Geburtstag von Mariano Lebrón Saviñón
- 08. August: 100. Geburtstag von Egon Schwarz
- 08. August: 100. Geburtstag von Günter Steffens
- 09. August: 100. Geburtstag von Philip Larkin
- 09. August: 100. Geburtstag von Klaus Nonnenmann
- 18. August: 150. Geburtstag von Hugo Bettauer
- 18. August: 100. Geburtstag von Alain Robbe-Grillet
- 21. August: 150. Todestag von David Kalisch
- 21. August: 150. Geburtstag von Aubrey Beardsley
- 23. August: 100. Geburtstag von Inge Deutschkron
- 24. August: 100. Geburtstag von Howard Zinn
- 25. August: 100. Geburtstag von Marie Marcks
- 29. August: 100. Geburtstag von John Williams
- 07. September: 100. Geburtstag von Peter Wapnewski
- 09. September: 100. Geburtstag von Pauline Baynes
- 10. September: 900. Todestag von al-Hariri
- 10. September: 150. Geburtstag von Wladimir Arsenjew
- 19. September: 100. Geburtstag von Damon Knight
- 21. September: 50. Todestag von Henry de Montherlant
- 02. Oktober: 150. Todestag von Francis Lieber
- 07. Oktober: 250. Todestag von John Woolman
- 08. Oktober: 150. Geburtstag von John Cowper Powys
- 15. Oktober: 150. Todestag von Handrij Zejler
- 15. Oktober: 100. Geburtstag von Agustina Bessa-Luís
- 21. Oktober: 250. Geburtstag von Samuel Taylor Coleridge
- 21. Oktober: 100. Geburtstag von Peter Demetz
- 23. Oktober: 150. Todestag von Théophile Gautier
- 24. Oktober: 100. Geburtstag von Horst Stern
- 28. Oktober: 100. Geburtstag von Marie Louise Fischer
- 29. Oktober: 100. Geburtstag von Alexander Sinowjew
- 01. November: 50. Todestag von Ezra Pound
- 04. November: 100. Geburtstag von Benno Besson
- 11. November: 100. Geburtstag von Kurt Vonnegut
- 14. November: 100. Todestag von Rudolf Kjellén
- 15. November: 150. Geburtstag von Hans Dominik
- 15. November: 100. Geburtstag von Giorgio Manganelli
- 16. November: 100. Geburtstag von José Saramago
- 20. November: 50. Todestag von Ennio Flaiano
- 23. November: 150. Todestag von John Bowring
- 24. November: 100. Todestag von Erskine Childers
- 30. November: 150. Geburtstag von John McCrae
- 01. Dezember: 300. Geburtstag von Anna Louisa Karsch
- 02. Dezember: 100. Geburtstag von Jean-Charles
- 3. Dezember: 300. Geburtstag von Gregorius Skoworoda
- 08. Dezember: 200. Todestag von Saul Ascher
- 11. Dezember: 100. Geburtstag von Grace Paley
- 12. Dezember: 150. Geburtstag von Bruno Cassirer
- 14. Dezember: 100. Geburtstag von Luciano Bianciardi
- 17. Dezember: 100. Geburtstag von Claude Ollier
- 19. Dezember: 100. Geburtstag von Walter Höllerer
- 20. Dezember: 50. Todestag von Günter Eich
- 23. Dezember: 150. Todestag von George Catlin
- 24. Dezember: 200. Geburtstag von Matthew Arnold
- 28. Dezember: 100. Geburtstag von Stan Lee
- 29. Dezember: 100. Geburtstag von William Gaddis
- 31. Dezember: 150. Todestag von Aleksis Kivi
- Im Jahr 2022: 400. Todestag von John Owen

### Werke
1522
- Die Geschichte der Drei Reiche von Luo Guanzhong wird in ihrer ersten Fassung (mit 240 Kapiteln) veröffentlicht.

1572

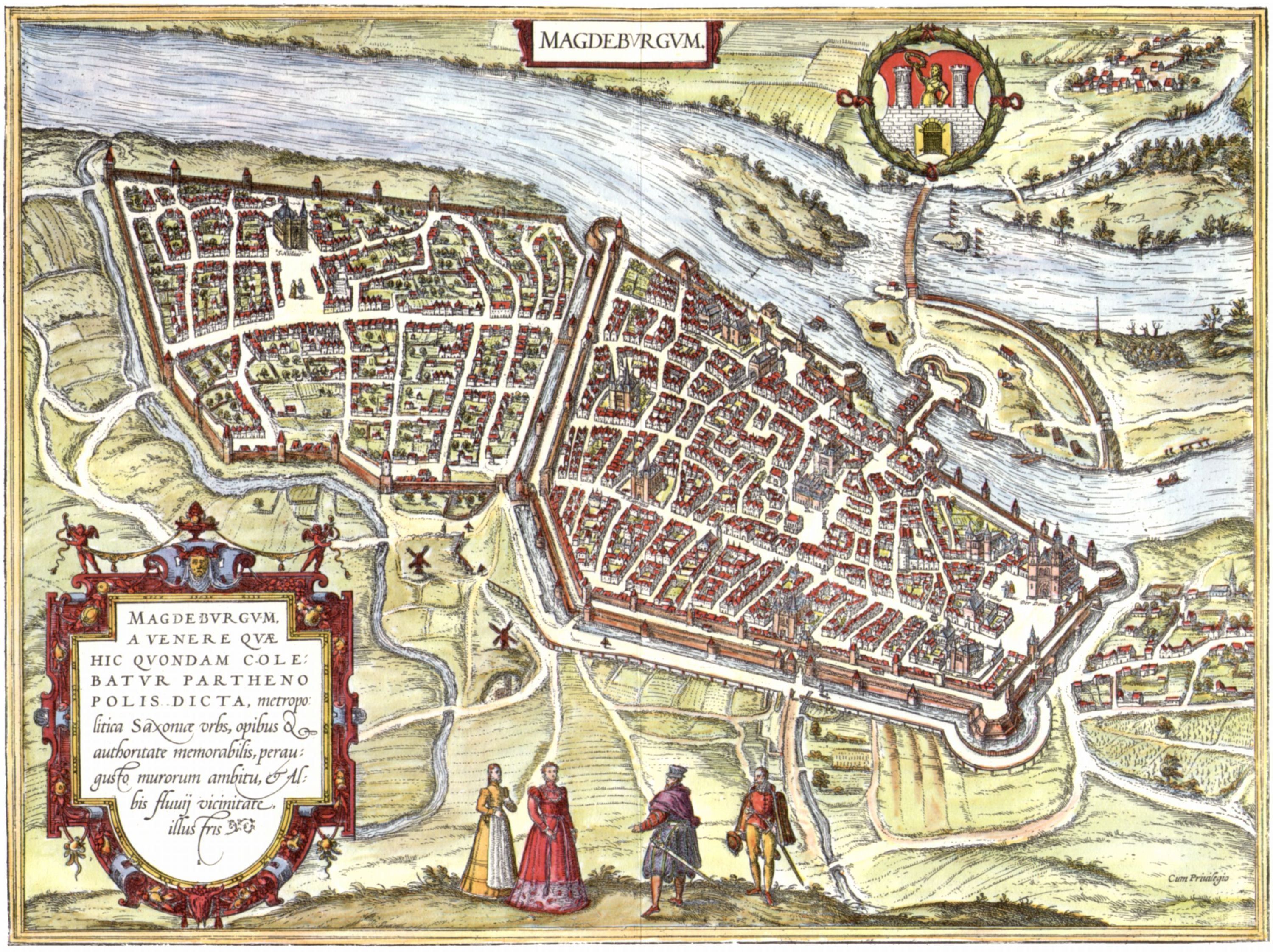
Frans Hogenberg: Magdeburg um 1572

- Von Luís de Camões erscheint das Epos Os Lusíadas.
- Georg Braun und Frans Hogenberg beginnen mit der Herausgabe der Civitates Orbis Terrarum.

1722
- Von Daniel Defoe erscheinen The Fortunes and Misfortunes of the Famous Moll Flanders und (als H. F.) A Journal of the Plague Year.

1772
- Ohne Zustimmung des Autors Denis Diderot wird der Essay Regrets sur ma vieille robe de chambre veröffentlicht.
- Die Abhandlung über den Ursprung der Sprache von Johann Gottfried Herder wird veröffentlicht.
- Das bürgerliche Trauerspiel Emilia Galotti von Gotthold Ephraim Lessing wird in Braunschweig uraufgeführt.
- Von Voltaire erscheinen die Komödie Le Dépositaire und die nicht aufgeführte Tragödie Les Pélopides in Druckform.

1822
- Es erscheint als Erstausgabe eine gekürzte Übersetzung des ersten Bandes der Geschichte meines Lebens von Giacomo Casanova in deutscher Sprache.
- Die Confessions of an English Opium-Eater von Thomas De Quincey erscheinen in Buchform.
- Von E. T. A. Hoffmann erscheinen die Erzählungen Meister Floh und Des Vetters Eckfenster.
- Von Alexander Puschkin erscheint Der Gefangene im Kaukasus.
- Von Stendhal erscheint De l’amour.

1872
- Die „Bauernkomödie mit Gesang“ Die Kreuzelschreiber von Ludwig Anzengruber wird in Wien uraufgeführt.
- Von Charles Darwin erscheint The Expression of the Emotions in Man and Animals.
- Der Roman Aventures prodigieuses de Tartarin de Tarascon von Alphonse Daudet erscheint als Buchausgabe.
- Von Gustav Freytag erscheint Ingo und Ingraban als Bd. 1 des historischen Romanzyklus Die Ahnen.
- Der Detektivroman Im Eckfenster von Friedrich Gerstäcker erscheint als Buchausgabe.
- Der Gesellschaftsroman Ein Goldmensch von Mór Jókai erscheint im ungarischen Original sowie auf Deutsch in 118 Folgen in der Zeitschrift Pester Lloyd.
- Von Sheridan Le Fanu erscheint die Novelle Carmilla.
- Von George MacDonald erscheint der Kinder-Fantasy-Roman The Princess and the Goblin.
- Der Entwicklungsroman Das Haideprinzeßchen von E. Marlitt erscheint als Buchausgabe.
- Von Friedrich Nietzsche erscheint Die Geburt der Tragödie aus dem Geiste der Musik.
- Von Friedrich Nietzsche erscheint der Essay Über das Pathos der Wahrheit.
- Von Henryk Sienkiewicz erscheint die Novelle Na marne (dt. Zersplittert).
- Von Julius Stinde erscheint (unter Pseudonym) der „Polizeiroman aus der neuesten Zeit“ In eiserner Faust.
- Von Theodor Storm erscheint als Zeitschriftenveröffentlichung die Novelle Draußen im Heidedorf.
- Von Tolstoi erscheinen die Erzählung Der Gefangene im Kaukasus sowie die Kurzgeschichten Jermak und die Eroberung Sibiriens und Ein Verbannter.
- Die Komödie Ein Monat auf dem Lande von Iwan Turgenew wird in Moskau uraufgeführt.
- Von Jules Verne erscheint der Roman Aventures de trois Russes et de trois Anglais dans l’Afrique australe.

1922
- Von Bertolt Brecht erscheinen die Dramen Baal und Trommeln in der Nacht (dieses 1922 auch uraufgeführt).
- Von Michail Bulgakow erscheinen die Erzählungen Haus Nr. 13, Die rote Krone, Die Abenteuer Tschitschikows sowie der 1. Teil der Aufzeichnungen auf Manschetten.
- Von Hans Dominik erscheint der Zukunftsroman Die Macht der Drei.
- Von Ilja Ehrenburg erscheint auf Russisch in Berlin der Schelmenroman Die ungewöhnlichen Abenteuer des Julio Jurenito.
- Von T. S. Eliot erscheint das Langgedicht The Waste Land.
- Von André Gide erscheint der Roman Die Verliese des Vatikan auf Deutsch.
- Von Hermann Hesse erscheint die Erzählung Siddhartha.
- Von James Joyce erscheint der Roman Ulysses.
- Von Ernst Jünger erscheint der Essay Der Kampf als inneres Erlebnis.
- Von Franz Kafka erscheinen die Erzählungen Ein Hungerkünstler und Erstes Leid.
- Rainer Maria Rilke schließt die Niederschrift der Duineser Elegien ab und verfasst Die Sonette an Orpheus.
- Von Max Weber erscheint postum der 2. Halbband von Wirtschaft und Gesellschaft.
- Von Ludwig Wittgenstein erscheint eine korrigierte, zweisprachige Ausgabe des Tractatus logico-philosophicus als dessen offizielle Fassung.
- Von Virginia Woolf erscheint der Roman Jacob’s Room.
- Das Versdrama Indipohdi von Gerhart Hauptmann wird unter dem Titel Das Opfer in Dresden uraufgeführt.

1972
- Im Auftrag des Club of Rome erscheint die Studie Die Grenzen des Wachstums.
- Von Richard Adams erscheint der Roman Watership Down.
- Von Margaret Atwood erscheint der Roman Surfacing.
- Von Ingeborg Bachmann erscheint der Prosaband Simultan.
- Von John Berger erscheint der Roman G..
- Von Thomas Bernhard erscheint das Drama Der Ignorant und der Wahnsinnige und wird in Salzburg uraufgeführt.
- Von Edward Bond erscheint das Drama Lear in Buchform.
- Von Italo Calvino erscheint der Roman Le città invisibili (dt. Die unsichtbaren Städte).
- Von Agatha Christie erscheint der Kriminalroman Elephants Can Remember.
- Von Roald Dahl erscheint das Kinderbuch Charlie and the Great Glass Elevator.
- Von Don DeLillo erscheint der Roman End Zone.
- Von Frederick Forsyth erscheint der Roman The Odessa File.
- Von Max Frisch erscheint das literarische Tagebuch 1966–1971.
- Von Günter Grass erscheint der Text Aus dem Tagebuch einer Schnecke.
- Von Peter Handke erscheinen u. a. die Erzählungen Der kurze Brief zum langen Abschied und Wunschloses Unglück.
- Von Walter Kempowski erscheint der Roman Uns geht’s ja noch gold.
- Von Heinz G. Konsalik erscheint der zweibändige Roman Wer stirbt schon gerne unter Palmen?.
- Von Ira Levin erscheint der Roman The Stepford Wives.
- Von Mira Lobe erscheint das Kinderbuch Das kleine Ich-bin-ich.
- Von Irmtraud Morgner erscheint der Roman Die wundersamen Reisen Gustavs des Weltfahrers.
- Von Christine Nöstlinger erscheint der Kinderroman Wir pfeifen auf den Gurkenkönig.
- Von Mary Renault erscheint der historische Roman The Persian Boy.
- Von Arno Schmidt erscheint das Werk Die Schule der Atheisten.
- Von Arkadi und Boris Strugazki erscheint der Science-Fiction-Roman Picknick am Wegesrand.
- Von Wilson Tucker erscheint der Science-Fiction-Roman Das Jahr der stillen Sonne auf Deutsch.
- Von John Williams erscheint der historische Roman Augustus.

### Weitere Jubiläen
- 5. April 1572: Die Herzog August Bibliothek in Wolfenbüttel wird gegründet.
- 1622: Von Johan Skytte wird die „Skytteanische Professur“ errichtet.
- 1672: Die Zeitschrift Le Mercure Galant erscheint erstmals; Herausgeber ist Jean Donneau de Visé.
- 1922: Erstmals verliehen werden u. a. folgende (noch bestehende) Literaturpreise:
  - Gottfried-Keller-Preis
  - Newbery Medal
  - Pulitzer Prize for Poetry
- 1922: Die wissenschaftliche Schriftenreihe International Library of Psychology, Philosophy and Scientific Method beginnt zu erscheinen.
- 1922: Der bis 1933 bestehende Fackelreiter-Verlag wird gegründet.
- 19. April 1922: In New York City wird das PEN American Center gegründet.
- 13. Oktober 1922: Thomas Mann hält die Rede Von deutscher Republik.
- 1972: Hermann Kesten löst Heinrich Böll als Präsident des Deutschen PEN-Zentrums ab.

## Gestorben im Jahr 2022
- 3. April: Lygia Fagundes Telles
- 17. November: Marcus Sedgwick
- zwischen März und September: Wolodymyr Wakulenko

## Neuerscheinungen

### Romane, Erzählungen
- Perfect Day – Romy Hausmann
- Der Schlaf in den Uhren – Uwe Tellkamp
- Die Summe des Ganzen – Steven Uhly
- Nano: Jede Sekunde zählt – Phillip P. Peterson
- Nullerjahre – Hendrik Bolz

### Sachliteratur
- Hard, Heavy & Happy – Nico Rose
- Niemals satt – Jan Gorkow

## Literaturpreise 2022

### Deutsche Literaturpreise
B
- Ben-Witter-Preis: Teresa Präauer
- Bremer Literaturpreis:
  - Hauptpreis: Judith Hermann für den Roman Daheim
  - Förderpreis: Matthias Senkel für den Erzählungsband Winkel der Welt

C
- Carl-Zuckmayer-Medaille: Rafik Schami
- Comicbuchpreis: Sheree Domingo und Patrick Spät mit Madame Choi und die Monster

D
- Deutscher Buchpreis: Kim de l’Horizon für den Roman Blutbuch

E
- Ehrengabe der Deutschen Schillerstiftung: Julia Schoch
- Else Lasker-Schüler-Dramatikpreis: Kathrin Röggla
- Else-Lasker-Schüler-Lyrikpreis: Nora Gomringer

F
- Friedenspreis des Deutschen Buchhandels: Serhij Schadan
- Friedrich-Hebbel-Preis: Svealena Kutschke, u. a. für Gewittertiere

H
- Hans-Fallada-Preis: Arezu Weitholz für Beinahe Alaska

K
- Kasseler Literaturpreis für grotesken Humor: Helge Schneider
- Kurt Sigel-Lyrikpreis: Sabine Göttel

L
- Literaturstipendien des Landes Baden-Württemberg: Ilona Hartmann, Janina Hecht, Chandal Nasser

M
- Mainzer Stadtschreiberin: Dörte Hansen
- Märkisches Stipendium für Literatur: Leona Stahlmann

P
- Peter-Huchel-Preis: Dinçer Güçyeter

U
- Usedomer Literaturpreis: Tanja Maljartschuk

W
- Wortmeldungen – Literaturpreis für kritische Kurztexte: Die Verteidigung der Poesie in Zeiten dauernden Exils von Volha Hapeyeva

### Internationale Literaturpreise
A
- Anton-Wildgans-Preis: Gertraud Klemm

B
- Basler Lyrikpreis: Nadja Küchenmeister

L
- Leipziger Buchpreis zur Europäischen Verständigung: Karl-Markus Gauß für Die unaufhörliche Wanderung
- Lyrikpreis Meran:
  - Hauptpreis: Guy Helminger
  - Alfred-Gruber-Preis: Paul-Henri Campbell
  - Medienpreis der RAI Südtirol: Alexandra Bernhardt

N
- Nobelpreis für Literatur: Annie Ernaux

O
- Österreichischer Buchpreis:
  - Hauptpreis: Mon Cheri und unsere demolierten Seelen von Verena Roßbacher
  - Debütpreis: Luftpolster von Lena-Marie Biertimpel
- Österreichischer Staatspreis für Europäische Literatur: Ali Smith

R
- Rauriser Literaturpreis:
  - Hauptpreis: Revolver Christi von Anna Albinus
  - Förderungspreis: vattern muttern künd von Alexandra Koch

W
- Wissenschaftsbuch des Jahres (Österreich):
  - Naturwissenschaft/Technik: Von singenden Mäusen und quietschenden Elefanten von Angela Stöger
  - Medizin/Biologie: Pandemie sei Dank! von Daniela Angetter-Pfeiffer
  - Geistes-/Sozial-/Kulturwissenschaft: Das unendliche Meer von David Abulafia
  - Junior-Wissensbücher: Faszination Krake von Michael Stavaric und Michele Ganser
- Würth-Preis für Europäische Literatur: Annie Ernaux

## Verwandte Preise und Ehrungen
- Grimm-Bürgerdozentur: Sebastian Meschenmoser
- Leibniz-Preise (Auswahl): Marietta Auer; Mischa Meier; Karen Radner; Moritz Schularick
- Rumelhart Prize: Michael Tomasello